# AC Cobra
AC Cobra är en sportbil, tillverkad i samarbete mellan den brittiska biltillverkaren AC Cars och amerikanska Shelby American mellan 1962 och 1968. 

## Historia

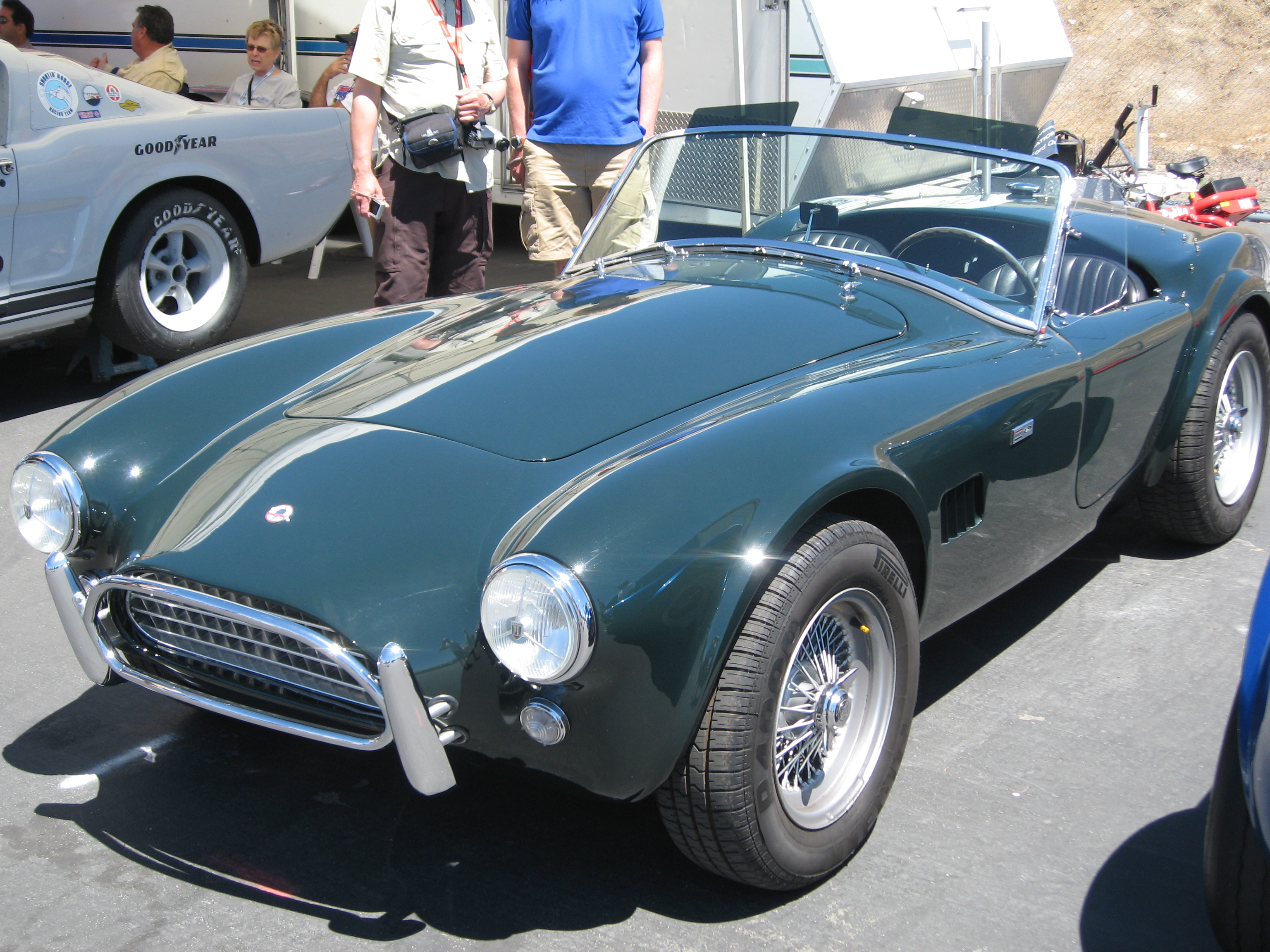
AC Cobra

Sedan Le Mans-vinnaren Carroll Shelby tvingats avsluta sin racingkarriär på grund av problem med hjärtat beslutade han sig för att infria sin dröm om att bygga världens snabbaste sportbil. Shelbys lösning var enkel: plocka ned en stor, stark och pålitlig amerikansk V8-motor i ett lätt europeiskt chassi. Shelby hade tidigare tävlat med en Allard J2X. Genom sina kontakter inom Ford fick han löfte om leveranser av den nya motor som tagits fram till Fairlane-modellen. Shelby kontaktade flera europeiska tillverkare innan han fick napp hos AC Cars som lovade att leverera chassin från sin, vid det här laget lätt bedagade Ace-modell.

## Cobra 260
I januari 1962 byggde AC en prototyp med en 260 cui motor. V8:n passade förvånansvärt bra i chassit och den enda större förändring som behövde göras var att förstärka den bakre hjulupphängningen för att hantera motorns vridmoment och förse bilen med skivbromsar runt om. Därefter började AC skicka chassin till Shelby Americans anläggning i anslutning till Riverside International Raceway i Kalifornien, där slutmonteringen inklusive motorn skedde. Shelby trimmade sedan motorn efter kundens önskemål.
Cobran gjorde sin tävlingsdebut just på Riverside-banan 1962 och även om den inte kom i mål visade den sin potential genom att bygga upp en betryggande ledning då den helt plötsligt tappade ett hjul.

## Cobra 289

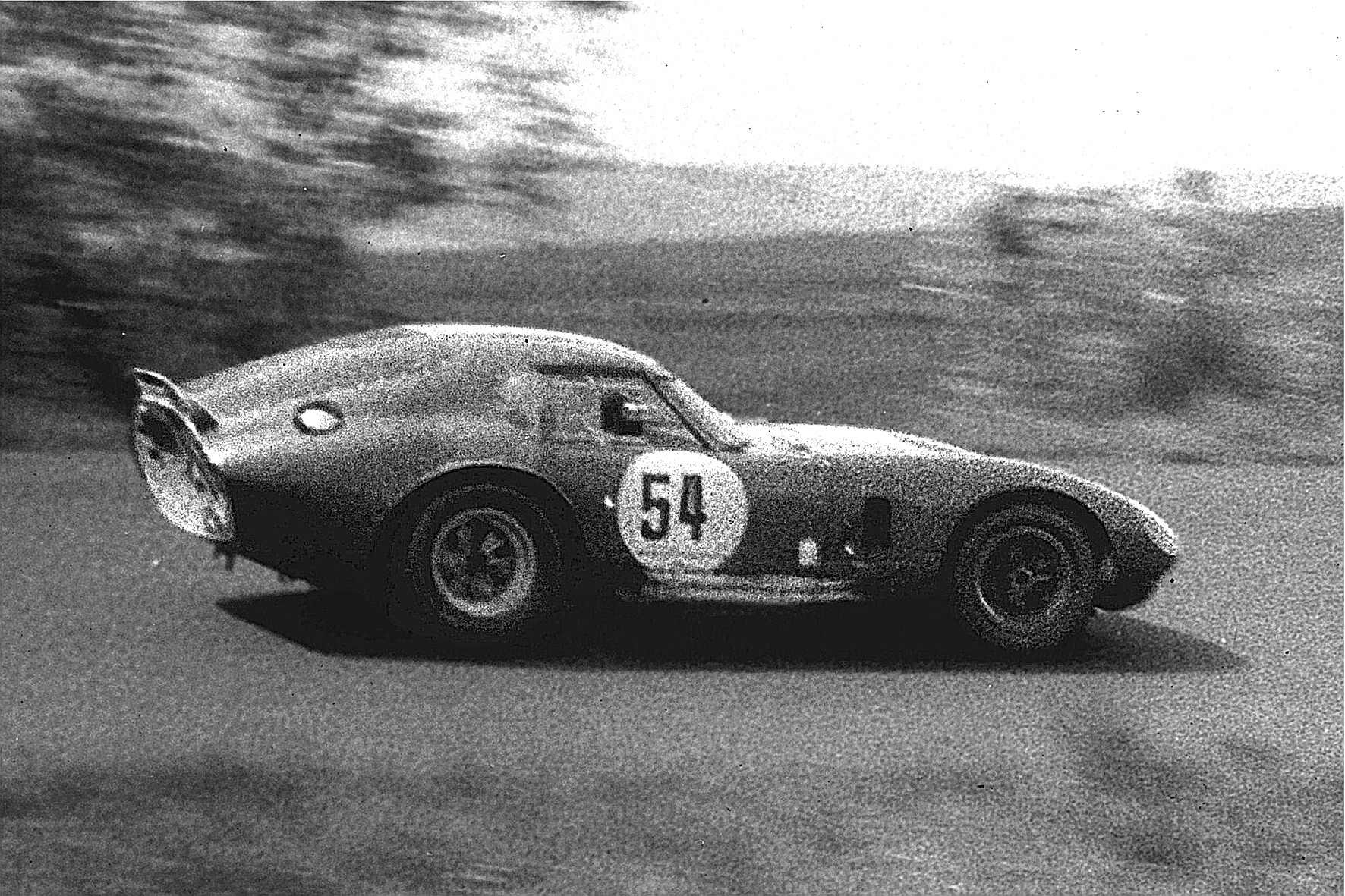
Daytona Coupé

Sedan Shelby byggt 75 bilar bytte man till en större 289 cui motor 1963. Inga andra förändringar gjordes, men efter 50 byggda 289:or byttes den gamla styrsnäckan mot en modern kuggstångsstyrning.
1963 instiftades ett amerikanskt mästerskap i sportvagnsracing. Cobran tog hem titeln redan första året och utklassade främsta konkurrenten Chevrolet Corvette. Därefter kom Cobran att närmast prenumerera på mästerskapstiteln under hela sextiotalet.
Men det var inte det nationella mästerskapet som lockade Shelby. Han ville slå Ferrari på deras egen mark, i FIA:s världsmästerskap för sportvagnar. Men VM kördes på långsträckta banor som premierade hög toppfart och just toppfarten var inte Cobrans starkaste sida, med dess tegelstenslika luftmotstånd. Säsongen 1964 byggde Shelby sex stycken täckta bilar, kallade Daytona Coupe och lyckades dessutom få FIA att godkänna dem för tävlingsbruk i GT-klassen, trots att reglementet krävde betydligt större volymer än så. Daytonans bättre aerodynamik räckte till klassegrar på Le Mans 1964 och 1965. 1965 nådde Shelby sitt mål när Cobran även tog hem VM-titeln. Om nu detta berodde på dess kvaliteter som tävlingsbil eller på att Ferrari hade problem med att få FIA att godkänna efterträdaren till GTO:n har alltsedan dess varit föremål för en infekterad debatt.

## Cobra 427

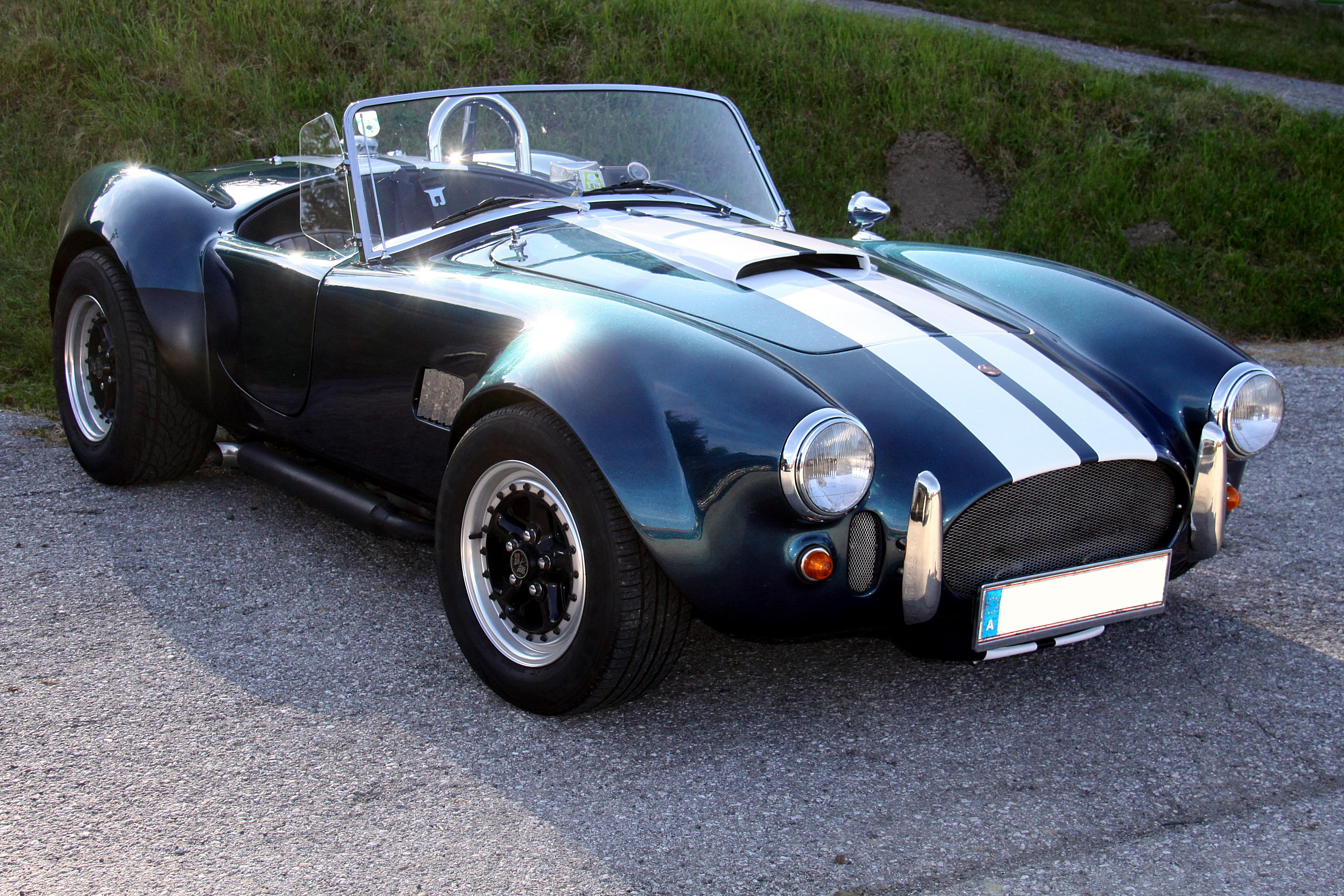
50th Annyversary Cobra Limited Edition CSX8000.

1964 bytte Shelby till den 427 cui stora big block-motor som Kar Kraft byggde till Ford GT40 i Cobrans motorrum. Detta lät sig inte göras utan omfattande modifieringar. Cobra 427 fick ett nytt chassi, byggt i grövre dimensioner och bredare så att motorn fick plats. Kraftigare hjulupphängningar med skruvfjädrar infördes och karossen fick ett större luftintag till motorns kylare. För att kunna hantera kraften fick bilen rejält breda däck och karossen fick stora skärmbreddare för att täcka hjulen.
Sedan Shelby och Ferrari töjt regelverket till max under tidigare år var FIA extra noggranna inför godkännandet av 427:an. Reglementet sa att 100 bilar måste byggas under ett år och när tiden var inne kunde Shelby bara visa upp 53 stycken. Så bilen blev aldrig godkänd för deltagande i sportvagns-VM, men den fortsatte att dominera det amerikanska mästerskapet.
Många 427:or såldes som landsvägsvagnar och till dessa kunder erbjöds en mildare och mindre underhållskrävande 428 cui-motor från Ford Galaxie. För den europeiska marknaden byggde AC ett antal bilar med den mindre 289 cui-motorn.
Till 1968 införde amerikanska myndigheter ett antal nya regleringar på säkerhets- och miljöfronten. Eftersom Cobran vid det här laget var en gammal konstruktion bedömdes det vara alltför kostsamt att anpassa bilen och tillverkningen lades ned.

## Tekniska data (tävlingsbilar)
| Tekniska data               | 260                                                                        | 289                                                                        | 427                                                                        |
| --------------------------- | -------------------------------------------------------------------------- | -------------------------------------------------------------------------- | -------------------------------------------------------------------------- |
| Motor:                      | Frontmonterad 8-cylindrig V-motor                                          | Frontmonterad 8-cylindrig V-motor                                          | Frontmonterad 8-cylindrig V-motor                                          |
| Cylindervolym:              | 4261 cm³                                                                   | 4727 cm³                                                                   | 6984 cm³                                                                   |
| Borrning x slaglängd:       | 96,5 x 72,9 mm                                                             | 101,6 x 72,9 mm                                                            | 107,7 x 96,2 mm                                                            |
| Max effekt vid varvtal:     | 335 hk vid 8 500 v/min                                                     | 365 hk vid 6 500 v/min                                                     | 550 hk vid 6 700 v/min                                                     |
| Max vridmoment vid varvtal: |                                                                            | 432 Nm vid 4 000 v/min                                                     | 640 Nm vid 3 700 v/min                                                     |
| Ventilstyrning:             | 1 centralt placerad kamaxel, 2 stötstångsmanövrerade ventiler per cylinder | 1 centralt placerad kamaxel, 2 stötstångsmanövrerade ventiler per cylinder | 1 centralt placerad kamaxel, 2 stötstångsmanövrerade ventiler per cylinder |
| Förgasare:                  | 4 st Weber 48                                                              | 4 st Weber 48                                                              | 2 st Holley 780 CFM                                                        |
| Växellåda:                  | 4-växlad manuell                                                           | 4-växlad manuell                                                           | 4-växlad manuell                                                           |
| Hjulupphängning fram o bak: | Dubbla tvärlänkar, tvärliggande bladfjädrar                                | Dubbla tvärlänkar, tvärliggande bladfjädrar                                | Dubbla tvärlänkar, skruvfjädrar                                            |
| Bromsar:                    | Hydrauliska skivbromsar                                                    | Hydrauliska skivbromsar                                                    | Hydrauliska skivbromsar                                                    |
| Chassi & kaross:            | Stålram med aluminiumkaross                                                | Stålram med aluminiumkaross                                                | Stålram med aluminiumkaross                                                |
| Hjulbas:                    | 90" / 229 cm                                                               | 90" / 229 cm                                                               | 90" / 229 cm                                                               |
| L x B x H:                  | 386 x 155 x 125 cm                                                         | 386 x 155 x 125 cm                                                         | 396 x 173 x 125 cm                                                         |

## AC Cobra Autokraft Mk IV (1983-92)
I slutet av sjuttiotalet gick det gamla AC (AutoCarrier) i konkurs. Företaget AutoKraft (med ägaren Brian Angliss), som tidigare varit underleverantör till AC-fabriken, köpte nu upp bilar i produktion, reservdelslager och verktyg för att kunna försörja ägarna av äldre AC-bilar med reservdelar. Samtidigt började det dyka upp Cobra-replikor av skiftande kvalitet i både Europa och USA, ofta hemgjorda med plastkarosser och baserade på standardbilar.  AutoKraft gick då samman med den gamla ägarfamiljen och Ford Motor Company och återupptog 1983 produktionen av den ursprungliga Cobra modellen. Denna version var i grunden en Mk III komplett med en aluminiumkaross gjord på de gamla bockarna - som av Fords specialister modifierats för att gå igenom den amerikanska bilbesiktningen. AutoKraft, som från och med 1986 ägdes gemensamt av Brian Angliss, Ford och den gamla ägarfamiljen fick också en licens av Ford att fortsatt använda namnet Cobra. Denna version,  som brukar rubriceras som den sista "äkta" AC Cobran, döptes till AC Cobra MkIV och exporterades i volym (ca 200)  till Ford Company i USA som sålde bilen via sitt distributionsnät till utvalda köpare (och även köpte in ett antal exemplar till sina chefer). Carroll Shelby köpte även in några ex av Mk IV till sin egen familj.  Namnet Cobra ägdes vid denna tidpunkt av Ford, som sedermera överlämnat rätten till Carroll Shelby. Runt sekelskiftet 2000, efter att företaget AC än en gång bytt ägare, dök en helt ny version upp, kallad AC Mk V, nu med inslag av kolfiber i en plastkaross.